# Rubén del Rincón
Rubén del Rincón (Olesa de Montserrat, 30 de maig de 1978) és un dibuixant de còmic que ha treballat sobre tot pel mercat francès. També signa com a «Rubén».
Va estudiar a l'Escola d'Arts i Oficis d'Olesa de Montserrat i posteriorment a l'Escola Joso de Barcelona. Va començar la seva carrera professional als anys noranta amb publicacions eròtiques, a la revista Kiss Comix amb algunes sèries com Nassao Views o Mesalina. També va publicar algunes històrietes per la revista El Víbora a partir dels anys 90. Va fer el gran salt al mercat francès amb el guionista Jean-David Morvan amb la publicació d'una sèrie d'àlbums basats en Els tres mosqueters d'Alexandre Dumas, tot i que ja havia treballat anteriorment amb Morvan per un número de Syr Pyle.
L'any 2012 amb Entretelas aborda un còmic més costumista que publica amb l'editorial La Cúpula. En aquest àlbum que del Rincón il·lustra i guionitza relata les vivències del seu pare quan als anys 80 l'empresa tèxtil on treballava tanca i les expectatives de trobar una nova feina són molt baixes. Va ser una de les obres més venudes al Saló del Còmic de Barcelona de 2012 i candidat al Premi Nacional de Còmic 2013.
Ha treballat amb l'escriptor Arturo Pérez-Reverte a l'àlbum La sombra del águila i també a l'especial ¡Viva la Pepa!La aventura en cómic que va publicar el suplement XL Semanal del diari ABC amb motiu de bicentenari de l'aprovació de la Constitució espanyola. L'any 2017, a la 35a edició del Saló Internacional del Còmic de Barcelona, Del Rincón fou nominat amb Manolo Carot al premi a la millor obra d'autor espanyol amb El Boxeador. Actualment també és col·laborador de la revista belga Spirou.
A més, ha treballat com a mestre d'il·lustració a l'Escola Joso de Barcelona.

## Obres
- Descobrint Olesa (Edicions Paper d'Estrassa, 2020)
- El boxeador (La Cúpula, 2016),

- Las damas de la peste (Dibbuks, 2014)

- Entretelas (La Cúpula, 2012)[13]
- La sombra del águila (Galland Books, 2012)
- Lobos de Arga (Glénat, 2011)
- Para el rastro (Dibbuks, 2010)
- Les trois mousquetaires (4 toms) (Delcourt, 2007-2010)
- Mesalina (Glénat, 2008)
- RGH (Glénat, 2006)
- Nassao Views (La Cúpula, 2005)
- Yolán el terrible (2 toms) (Glénat, 2003-2004)
- Syr Pyle #3 (Soleil, 2003)
- La salida de la clase (La Cúpula, 2000)[14]